# Carlo Climati
Carlo Climati (Roma, 1963) è un giornalista e scrittore italiano.

## Biografia
I suoi saggi e i suoi articoli riguardano soprattutto i mass media, le problematiche giovanili, la cultura, la religione, la musica e l'arte. Tra le sue diverse attività, infatti, Carlo Climati si dedica anche alla musica (pianoforte e basso elettrico), alla fotografia d'arte, al disegno e al teatro dei burattini.
In particolare si occupa di prevenzione delle varie forme di dipendenza nella società odierna (droghe, alcolici, satanismo, occultismo ecc.). A tale scopo svolge un'intensa attività di conferenziere: gli incontri hanno come destinatari soprattutto i giovani e le famiglie.
È direttore del Laboratorio di comunicazione "Non sei un nemico!" dell'Università Europea di Roma, da lui stesso creato nel 2013. Troppo spesso, oggi, il linguaggio della comunicazione utilizza toni esasperati e aggressivi. L'obiettivo del laboratorio di Carlo Climati è quello di sensibilizzare i giovani verso una nuova forma di comunicazione che non veda nell'altro un nemico, ma che sia basata sul dialogo e su una serena accoglienza dell'altro. Il laboratorio, teorico e pratico, esplora le diverse forme di comunicazione del mondo di oggi: dal giornalismo ai social network, dalla musica alla radio, dalla televisione al dialogo nella vita quotidiana. 
“Non sei un nemico!” è il motto, l'idea di base del laboratorio. I giovani sono incoraggiati a vedere gli altri con uno sguardo nuovo, a creare linguaggi che possano rappresentare un ponte verso tutti, contribuendo all'abbattimento di muri, ostacoli, sospetti e diffidenze. Il laboratorio di comunicazione fa parte delle attività di responsabilità sociale proposte agli studenti dell'Università Europea di Roma, che ha tra i suoi obiettivi principali la formazione della persona. Una formazione che consenta non solo l'acquisizione di competenze professionali, ma che orienti anche i giovani ad una crescita personale e ad uno spirito di servizio per gli altri. 

### Collaborazioni giornalistiche
Scrive per numerose testate. Fra queste: le due riviste dei Rogazionisti sulla pastorale delle vocazioni Mondo Voc e Rogate ergo e per l'Agenzia Zenit che fornisce notizie riguardanti la Chiesa cattolica.
Per la Rai è stato autore dei programmi Prossimo tuo (Rai 2) e dei programmi radiofonici Obiettivo Europa, Un salto nello spot e Chiedi chi erano i Cetra (Radiouno). 
Conduce su Radio Maria il programma Mondo giovani dedicato alle problematiche giovanili.

### Critiche
Climati è stato spesso criticato per il suo atteggiamento allarmistico nei confronti della musica rock, dei videogiochi e dei giochi di ruolo.
Nel '96 stigmatizzò le posizioni abortiste di Laura Pausini, che dopo l'inno Mi rubi l'anima si apprestava a lanciare La solitudine. La cantante e ambasciatrice dell'UNICEF replicò che la rigidità morale del Magistero stava allontanando i giovani da Dio.

## Pubblicazioni
- Inchiesta sul rock satanico, tutte le prove (con audiocassetta allegata), Casale Monferrato (AL), Edizioni Piemme, 1996. ISBN 88-384-2495-0.
- "Cartoni in tv. Un genere che cambia", in Fogli, n. 237, 1997.
- Una manciata di stelle, raccolta illustrata di favole e racconti scritti con don Giovanni D'Ercole, Palermo, Edizioni Dipingi la Pace, 1998.[3]
- I giovani e l'esoterismo. Magia, satanismo e occultismo. L'inganno del fuoco che non brucia, Milano, Paoline, 2001. ISBN 88-315-2119-5.[4]

Ed. in polacco: Młodzi i ezoteryzm. Magia, satanizm i okultyzm - oszustwo ognia, który nie spala, Kielce, Jedność, 2001. ISBN 83-7224-269-0.
Ed. in portoghese: Os Jovens e o Esoterismo. Magia, satanismo e ocultismo: o engano do fogo que não queima, Prior Velho, Paulinas, 2001. ISBN 978-972-751-406-9.
Ed. in spagnolo: Los jóvenes y el esoterismo. Magia, satanismo y ocultismo. El engaño del fuego que no quena, Città del Messico, San Pablo, 2002. ISBN 970-612-460-8. Anche Madrid, Ciudad Nueva, 2003. ISBN 978-84-9715-030-9.
- Il popolo della notte. Discoteche, ecstasy e alcol. Nuove solitudini o buio da illuminare?, Milano, Paoline, 2002. ISBN 88-315-2376-7.

Ed. in polacco: Dzieci nocy. Dyskoteki, ecstasy i alkohol. Nowe rodzaje samotności czy ciemność wymagająca rozjaśnienia?, Kielce, Jedność, 2003. ISBN 83-7224-736-6.
Ed. in spagnolo: Los hijos de la noche. Discotecas, éxtasis y alcohol: ¿nuevas soledades u oscuridad que hay que iluminar?, Città del Messico, San Pablo, 2003. ISBN 978-970-612-514-9.
- I giochi estremi dei giovani. Mode, hobby e tendenze oltre ogni limite, Milano, Paoline, 2005. ISBN 88-315-2788-6.

Ed. in polacco: Ekstremalne zabawy młodych. Moda, hobby i pragnienie przekraczania wszelkich granic, Kielce, Jedność, 2007. ISBN 978-83-7442-453-0.
Ed. in spagnolo: Los juegos extremos de los jóvenes, Città del Messico, San Pablo, 2013. ISBN 978-970-612-584-2.
- Immenso sguardo. I mondi dei giovani, Roma, Editrice Rogate, 2011. ISBN 978-88-8075-409-1.[5]